# Antonio Pigafetta (1929)
Antonio Pigafetta, później TA-44 – włoski niszczyciel z okresu międzywojennego i II wojny światowej, należący do typu Navigatori. Nosił znak burtowy PI. Otrzymał imię XVI-wiecznego żeglarza włoskiego Antonio Pigafetty, skracane do „Pigafetta”. Zwodowany w 1929 roku, wszedł do służby w marynarce włoskiej Regia Marina w 1931 roku. Walczył podczas wojny na Morzu Śródziemnym. Zdobyty w 1943 roku przez Niemcy, został wcielony w 1944 roku do służby w Kriegsmarine pod oznaczeniem TA-44. Został zatopiony w Trieście 17 lutego 1945 roku przez lotnictwo brytyjskie. Był najintensywniej wykorzystywanym bojowo niszczycielem swojego typu.
Uzbrojenie główne stanowiło 6 armat kalibru 120 mm w zdwojonych stanowiskach i 3–6 wyrzutni torped. Wyporność standardowa wynosiła początkowo 1900 ton, a ostatecznie 2125 ton. Napęd stanowiły turbiny parowe, prędkość wahała się od ponad 38 węzłów na początku służby do 28 węzłów po modernizacji.

## Budowa
„Antonio Pigafetta” należał do dwunastu włoskich wielkich niszczycieli typu Navigatori, nazwanego tak z powodu noszenia przez okręty imion włoskich żeglarzy. Zostały one zaprojektowane jako okręty o silnym uzbrojeniu artyleryjskim i wysokiej prędkości, aby przeciwstawić się wielkim niszczycielom francuskim. Zamówienie na okręty zostało złożone w 1926 roku. „Antonio Pigafetta” został zbudowany w stoczni Cantieri Navali del Quarnaro (CNQ) we Fiume (obecnie Rijeka), w której powstało najwięcej – cztery okręty tego typu. Cena kontraktowa wynosiła 20,65 mln. lirów. Wszystkie okręty zostały wciągnięte na listę floty dekretem królewskim z 23 czerwca 1927 roku, klasyfikowane wówczas jako niszczyciele, a 19 lipca 1929 roku przeklasyfikowano je na „zwiadowców” (wł. esploratori). 5 września 1938 roku okręty typu Navigatori przeklasyfikowano z powrotem na niszczyciele (cacciatorpedinieri).
Stępkę pod budowę „Antonio Pigafetta” położono 29 grudnia 1928 roku, na pochylni zwolnionej przez „Giovanni da Verrazzano”. Równocześnie budowano zaś w tej stoczni bliźniaczy „Alvise da Mosto”. Okręt otrzymał imię na cześć XVI-wiecznego włoskiego żeglarza Antonio Pigafetty, uczestnika wyprawy Magellana. Zwodowano go 10 listopada 1929 roku, a do służby wcielono 1 maja 1931 roku, jako ostatni okręt tego typu. Jeszcze na etapie budowy wprowadzono modyfikacje pierwszej modernizacji okrętów tego typu; przede wszystkim obniżenie nadbudówki i zmniejszenie zapasu paliwa dla polepszenia stateczności. W 1938 roku otrzymał znak burtowy: PI, od skrótu nazwy. Dewizą okrętu było: L’onore piu che la vita (z wł. Honor ponad życie).

## Opis konstrukcji

### Skrócony opis ogólny
Niszczyciele typu Navigatori miały stalowy kadłub z podwyższonym pokładem dziobowym. Sylwetka okrętów wyróżniała się dwoma szeroko rozstawionymi pochylonymi kominami, na skutek zastosowania naprzemiennego układu przedziałów siłowni. Na początku 1943 roku na „Antonio Pigafetta” obniżono drugi komin. Wówczas też usunięto na okręcie maszt rufowy, a antenę radiostacji rozciągnięto między masztem dziobowym a wysięgnikami na rufowym kominie. Wyporność standardowa pierwotnie wynosiła 1900 ton, a pełna 2599 ton. Długość całkowita pierwotnie wynosiła 107,28 m, szerokość 10,2 m, a zanurzenie 4,35 m przy wyporności pełnej. W 1940 roku okręt został poddany modernizacji (drugiej) w celu polepszenia stateczności, jak większość niszczycieli tego typu. Wyporność standardowa po modernizacji wynosiła 2125 ton, a pełna 2880 ton. Długość kadłuba wzrosła do 108,9 m, a szerokość do 11,2 m.
Załoga etatowo składała się początkowo ze 173 osób, w tym 9 oficerów, a do początku II wojny światowej wzrosła do 224 osób, w tym 12 oficerów. W toku wojny załoga mogła się dalej zwiększać, do ok. 280 osób.
„Antonio Pigafetta” był napędzany przez dwa zespoły turbin parowych z przekładniami, zasilane przez cztery kotły wodnorurkowe o ciśnieniu roboczym 22 atmosfer, poruszające dwie trzyłopatowe śruby. Podobnie jak pozostałe okręty budowy stoczni CNQ otrzymał turbiny akcyjne Beluzzo oraz kotły typu Yarrow i śruby o średnicy 3,56 m. Moc projektowa wynosiła 55 000 KM. Na próbach „Antonio Pigafetta” rozwinął moc 65 915 KM. Projektowa prędkość maksymalna wynosiła 38 węzłów. Na próbach sześciogodzinnych w 1931 roku „Antonio Pigafetta” osiągnął w stanie lekkim prędkość średnią 41,57 węzła – największą spośród niszczycieli tego typu, ale przy wyporności tylko 1826 ton. Typowo okręty tego typu rozwijały podczas służby prędkość 33–36 węzłów. Po drugiej modernizacji prędkość spadła do 28 węzłów przy pełnej wyporności.
„Antonio Pigafetta” odróżniał się mniejszym zapasem paliwa – 405 ton, z powodu pozostawienia przedziału przed kotłownią (adaptowanego na zbiorniki na innych okrętach) dla montażu żyroskopowego stabilizatora przechyłów, z którego mimo to ostatecznie zrezygnowano. Po drugiej modernizacji zwiększono na niszczycielach tego typu normalny zapas do 560 ton, a pełny do 680 ton. Zasięg po modernizacji wzrósł do 5000 mil morskich przy prędkości 18 węzłów lub 1200 mil przy 28 węzłach.

### Uzbrojenie i jego zmiany
Główną artylerię stanowiło sześć armat kalibru 120 mm Ansaldo model 1926 o długości lufy 50 kalibrów (L/50) umieszczonych na trzech dwudziałowych podstawach. Podwójne stanowiska dział z maskami ochronnymi umieszczone były: na pokładzie dziobowym i na niskich nadbudówkach przed drugim kominem i na rufie. Kąt podniesienia lufy wynosił od -10° do +45° i umożliwiał też strzelanie amunicją burzącą do nisko lecących samolotów. Działa strzelały pociskami o masie 23,15 kg z prędkością początkową 920 m/s na odległość do 19 600 m. Wykorzystywano amunicję rozdzielnego ładowania, przy czym ładunek miotający umieszczony był w łusce. Szybkostrzelność wynosiła do 6–7 strzałów/min (podczas dłuższej akcji była ograniczona do czterech salw na minutę przez możliwości systemu podawania amunicji). Zapas amunicji wynosił etatowo 1200 pocisków bojowych (408 przeciwpancernych, 672 burzące i 120 zapalających) oraz 100 oświetlających – przy czym można było zabrać do komór 250 pocisków więcej.
Uzbrojenie przeciwlotnicze początkowo stanowiły dwa działka automatyczne kalibru 40 mm Vickers-Terni model 1917 o długości lufy L/39, umieszczone na burtach na tylnych końcach pokładu dziobowego. Ich zapas amunicji wynosił 3000 nabojów. Uzupełniały je dwa podwójnie sprzężone wielkokalibrowe karabiny maszynowe Breda kalibru 13,2 mm na mostku. W latach 1933–1934 zamontowano dwa dalsze podwójnie sprzężone wkm-y na platformie za drugim kominem. Dla karabinów maszynowych przewidywano początkowo 3000 nabojów. Pod koniec 1941 roku na „Antonio Pigafetta” podobnie jak na pozostałych okrętach zamieniono działka kalibru 40 mm i karabiny maszynowe na siedem działek automatycznych 20 mm Breda L/65 z zapasem 2400 nabojów na lufę. Pod koniec 1942 roku na miejscu rufowego aparatu torpedowego dodano platformę z dwoma działkami przeciwlotniczymi kalibru 37 mm Breda model 1939 z zapasem 3060 nabojów. Podczas ostatniego remontu w 1943 roku liczbę działek 20 mm zwiększono do dziewięciu, zamieniając je na 20 mm Oerlikon L/70
Uzbrojenie torpedowe stanowiło pierwotnie sześć wyrzutni torpedowych kalibru 533 mm w dwóch potrójnych aparatach torpedowych. Z uwagi jednak na ograniczoną dostępność nowych torped, w środkowych wyrzutniach zastosowano wkładki kalibru 450 mm i etatowy zapas obejmował początkowo cztery torpedy kalibru 533 mm i dwie kalibru 450 mm. Już w latach 1932–1933 środkowe wyrzutnie zostały jednak zdemontowane, pozostawiając cztery wyrzutnie torped kalibru 533 mm. W 1942 roku rufowy aparat torpedowy został zdemontowany w celu zwiększenia uzbrojenia przeciwlotniczego, lecz na początku 1943 roku pozostawiony aparat torpedowy został zamieniony na trzyrurowy SI 1929P/3 kalibru 533 mm.
Okręty początkowo przenosiły po 14 bomb głębinowych na dwóch zrzutniach na rufie, w tym cztery duże bomby o masie 100 kg i 10 małych o masie 50 kg. Podczas II wojny światowej stosowano także niemieckie bomby głębinowe oraz montowano na okrętach tego typu dwa lub cztery miotacze bomb głębinowych i zwiększano ich zapas, typowo do 40 bomb. W 1931 roku okręty otrzymały holowane torpedy przeciw okrętom podwodnym Ginocchio model 1927/46T, wodowane za pomocą żurawika w części rufowej. „Antonio Pigafetta” jak wszystkie oprócz jednego okręty typu był wyposażony w tory minowe na pokładzie, na których można było zabierać do 56 min kotwicznych. W 1941 roku tory minowe na okręcie wydłużono, po czym można było zabierać od 86 do 104 min zależnie od typu, także niemieckich, albo 110 ochraniaczy zagród minowych. Podczas remontu w 1943 roku tory minowe zdemontowano.

### Wyposażenie

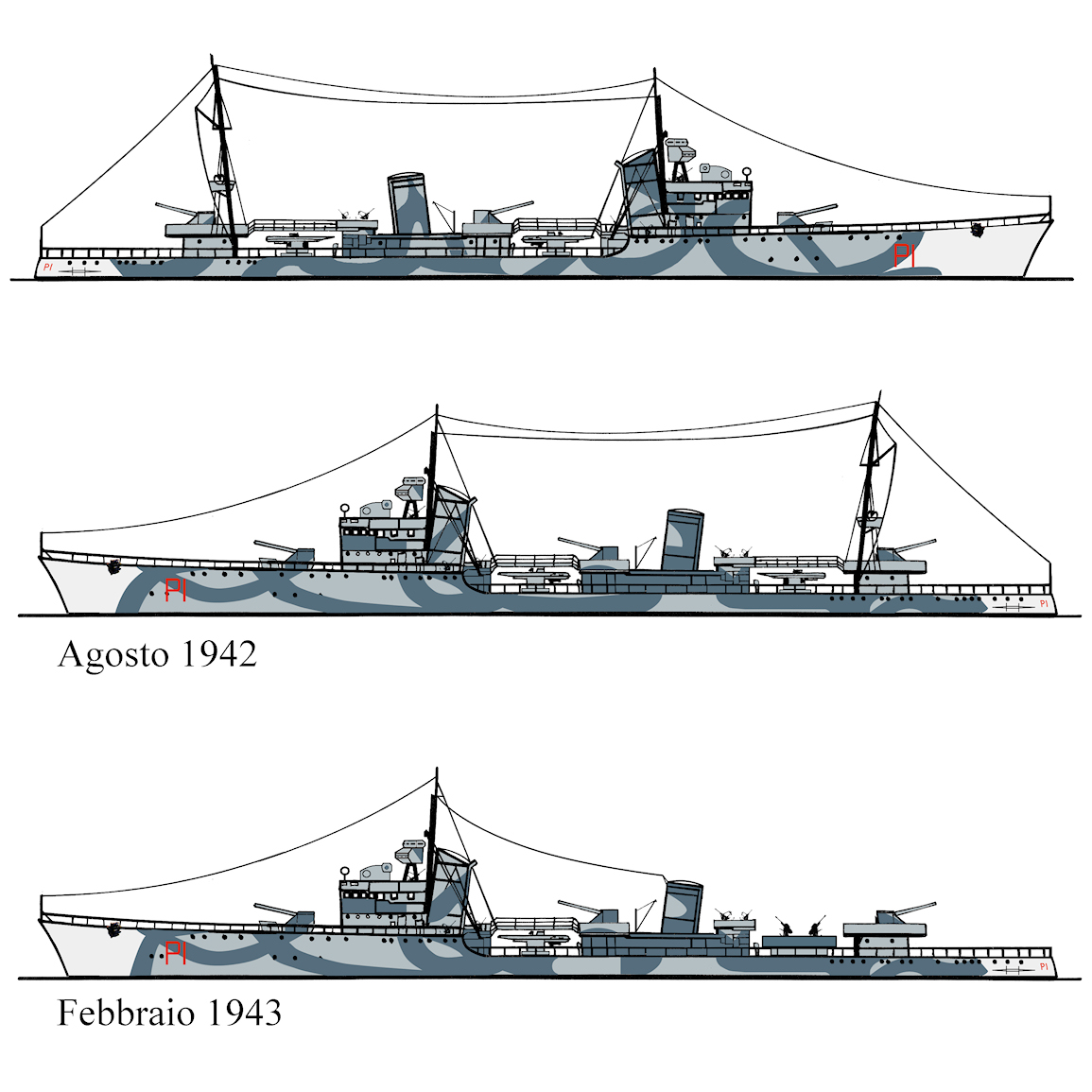
Sylwetka „Antonio Pigafetty” podczas wojny w kamuflażu

Od wejścia do służby „Antonio Pigafetta” na dachu nadbudówki dziobowej miał standardowy dla okrętów tego typu dalocelownik z dwoma dalmierzami optycznymi o bazie 3 m. Na platformie przed masztem znajdował się inklinometr służący do oceny kąta kursowego celu. Trzeci 3-metrowy dalmierz, służący do strzelań torpedowych oraz rezerwowy dla artylerii, był w zakrytej wieży na platformie nadbudówki za kominem rufowym. Dalmierz ten był zdemontowany w 1941 roku przy instalacji działek kalibru 20 mm.
Okręty miały jeden reflektor średnicy 90 cm na maszcie rufowym. W 1943 roku usunięto na „Antonio Pigafetta” maszt rufowy wraz z reflektorem. W skład wyposażenia wchodziła aparatura do stawiania zasłony dymnej (czarnej albo białej) montowana w kominach. W 1940 roku okręty wyposażono w trały kontaktowe na rufie, o szerokości trałowania 200 m, lecz do połowy 1942 roku zostały zdjęte. „Antonio Pigafetta” nie został wyposażony w stację hydrolokacyjną ani radar.

### Malowanie
Początkowo okręty włoskie były malowane w części nadwodnej na kolor jasnoszary, z ciemnoszarym pokładem. Na początku wojny latem 1940 roku na pokłady na dziobie naniesiono biało-czerwone skośne pasy dla identyfikacji z powietrza. W 1942 roku „Antonio Pigafetta” otrzymał kontrastowy kamuflaż w standardowych kolorach, z ciemnoszarymi plamami na popielatoszarym podkładzie i z brudnobiałym dziobem i rufą, lecz wyróżniał się tym, że plamy miały kształt przecinających się łuków.

## Służba

### Okres międzywojenny
Okręt wcielono do służby w Regia Marina 1 maja 1931 roku. 4 października 1931 roku otrzymał w Wenecji banderę bojową ufundowaną przez miasto Vicenza (rodzinne miasto patrona okrętu). Był przydzielony początkowo do 3. dywizjonu w składzie 1. Eskadry, od 1932 roku do 1. dywizjonu, a od 1934 roku był okrętem flagowym 2. dywizjonu w składzie 2 Eskadry. Od 1935 roku bazował na Leros w Dodekanezie, operując na Morzu Egejskim. Podczas hiszpańskiej wojny domowej „Antonio Pigafetta” pełnił służbę na wodach Hiszpanii, wspierając nacjonalistów. Od 12 lutego 1937 roku służył przez krótki okres jako pomoc nawigacyjna i okręt zabezpieczający działania nad morzem niemieckiego lotnictwa Legionu Condor. W sierpniu 1937 roku odbył także trzy patrole w Cieśninie Sycylijskiej w celu przechwytywania radzieckich statków z bronią dla republiki. Sam z kolei trzy razy w czasie wojny konwojował statki z Włoch z zaopatrzeniem dla włoskich wojsk interwencyjnych (CTV). W 1938 roku bazował w tym celu w Tangerze. We wrześniu 1938 roku, po przeklasyfikowaniu na niszczyciel, został przydzielony do 15. dywizjonu niszczycieli. Od maja do grudnia 1939 roku ponownie działał ze swoim dywizjonem na Morzu Egejskim. Między 20 stycznia 1940 roku a 27 kwietnia 1940 roku przeszedł drugą modernizację w La Spezii.

### II wojna światowa

#### 1940 rok

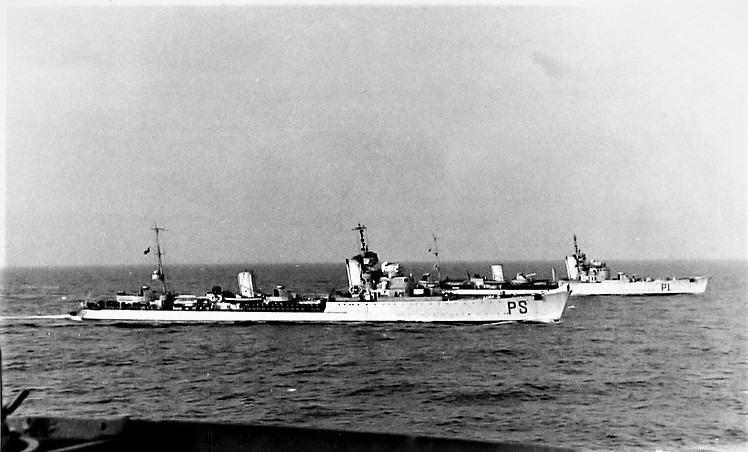
„Antonio Pigafetta” i na pierwszym planie „Emanuele Pessagno” w czerwcu 1941 roku

Po przystąpieniu Włoch do II wojny światowej „Antonio Pigafetta” wchodził wraz z „Alvise da Mosto”, „Giovanni da Verrazzano” i „Nicolò Zeno” w skład 15. dywizjonu niszczycieli (squadriglia), podporządkowanego 1. Eskadrze w Tarencie. Wraz z „Zeno” wziął udział w początkowej fazie pierwszego starcia morskiego – bitwy koło przylądka Stilo, lecz oba niszczyciele 15. dywizjonu zostały już 9 lipca rano odesłane do bazy w celu uzupełnienia paliwa i nie brały aktywnego udziału w bitwie. Przy tym, w nocy o godz. 4:30 będący okrętem flagowym dywizjonu „Pigafetta” omyłkowo zaatakował dwoma torpedami własne ciężkie krążowniki „Trento” i „Bolzano”, ale torpedy chybiły. Między 27 lipca a 1 sierpnia 1940 roku oba niszczyciele wchodziły z krążownikami w skład zespołu dalszej osłony trzech konwojów do Libii, które doszły bez strat (operacja TVL). W nocy 6 sierpnia „Zeno” i „Pigafetta” z dwoma krążownikami postawiły 394 miny zagrody minowej 7.AN koło Pantellerii, na której pół roku później został uszkodzony brytyjski niszczyciel HMS „Gallant” (10 stycznia 1941 roku). Od października 1940 roku „Antonio Pigafetta” wraz z 15. dywizjonem został przebazowany do Brindisi w związku z osłoną konwojów w Cieśninie Otranto po inwazji na Grecję. 28 listopada ostrzeliwał w celu wsparcia oddziałów włoskich z innymi niszczycielami i torpedowcami pozycje greckie na Korfu. Okręty wystrzeliły wówczas ok. 1600 pocisków 120 mm i 102 mm. 18 grudnia „Pigafetta” ponownie z krążownikami ostrzeliwał pozycje greckie pod Lukovë, przy czym grecka artyleria odpowiedziała tym razem nieskutecznym ogniem.

#### 1941–1942 rok

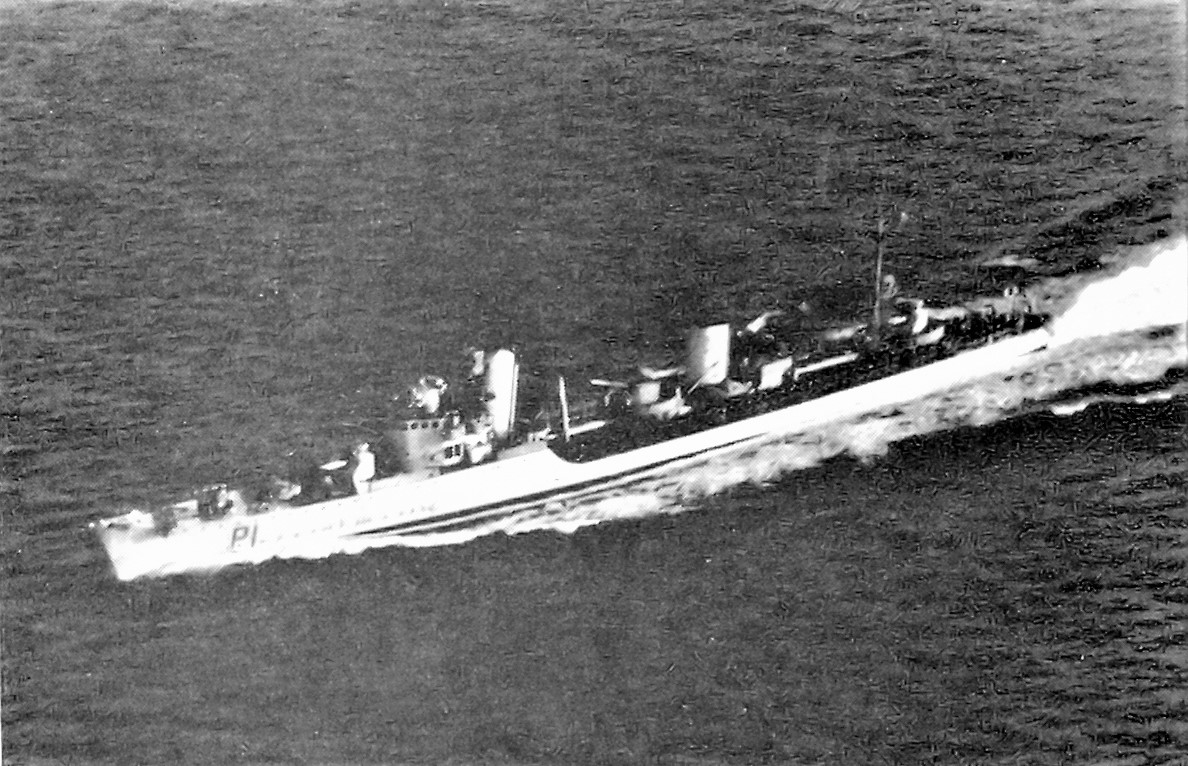
„Antonio Pigafetta” z minami na pokładzie, 1942 rok

Od początku 1941 roku „Antonio Pigafetta” był zaangażowany do operacji minowania i osłony konwojów z zaopatrzeniem z Włoch do Afryki Północnej. Między 19 a 24 kwietnia 1941 roku osłaniał dwukrotnie operacje stawiania zagród minowych: S-11, S-12, S-13 przez krążowniki i niszczyciele w Cieśninie Sycylijskiej na wschód od przylądka Bon. 1 maja natomiast osłaniał krążowniki i niszczyciele stawiające zagrodę minową T na północ od Trypolisu. Między 4 a 5 maja wchodził z trzema krążownikami i czterema niszczycielami w skład dalszej osłony konwoju Victoria, składającego się z siedmiu statków, i wraz z niszczycielem „Nicolò Zeno” atakował wykryty okręt podwodny. Według jednej z wersji, niszczyciele zatopiły wówczas na zachód od Spezii brytyjski okręt podwodny HMS „Usk”. Inne źródła jednak kwestionują to, podając, że „Usk” prawdopodobnie już 27 kwietnia zatonął na minie. 3 czerwca „Antonio Pigafetta” ponownie osłaniał stawianie zagrody minowej na północny wschód od Trypolisu (na której pół roku później 19 grudnia zatonął brytyjski krążownik HMS „Neptune” i niszczyciel HMS „Kandahar” oraz uszkodzony został krążownik HMS „Aurora”). 28 czerwca „Antonio Pigafetta” uczestniczył w stawianiu przez krążowniki w Cieśninie Sycylijskiej zagrody minowej S-2, stawiając razem z „Emanuele Pessagno” po 101 ochraniaczy pól minowych. Ponownie oba niszczyciele stawiały po 92 ochraniacze pól minowych podczas stawiania 7 lipca zagród S-31 i S-32. W dniach 12, 16, 19 i 23 sierpnia „Antonio Pigafetta” osłaniał jeszcze stawianie w Cieśninie Sycylijskiej zagród: S-41, S-42, S-43, S-44 przez pomocnicze stawiacze min „Reggio” i „Aspromonte”, przy czym niszczyciele stawiały wówczas ochraniacze zagród minowych.
W tym okresie „Antonio Pigafetta” również eskortował konwoje i statki do Libii. Między innymi, 14 listopada wyszedł z Tarentu, eskortując wraz z „Giovanni da Verrazzano” krążowniki pomocnicze „Cittá di Genova” i „Cittá di Napoli” transportujące wojsko włoskie i niemieckie do Bengazi. W drodze powrotnej niszczyciele te eskortowały włoski okręt podwodny „Atropo”, który po wybuchu oparów benzyny dopłynął do portu Navarino. W tym okresie „Pigafetta” m.in. sam przetransportował do Bengazi z Tarentu 47 ton benzyny w beczkach. W dniach 3–6 stycznia 1942 roku brał udział w dalekiej osłonie dużej operacji konwojowej M-43, a w dniach 22–25 stycznia operacji konwojowej T-18 (z pancernikiem „Giulio Cesare”). W dniach 21-23 lutego 1942 roku „Antonio Pigafetta” brał udział w eskorcie statków płynących z Korfu do Trypolisu w ramach większej operacji konwojowej K-7. W dniach 7–9 marca osłaniał konwój V-5 do Bengazi i konwój powrotny. Dowódcą okrętu był wtedy komandor Enrico Mirti della Valle. 27 maja „Antonio Pigafetta” wyszedł z bliźniaczym „Emanuele Pessagno” z Brindisi w eskorcie dwóch transportowców, lecz 29 maja po 3:30 „Pessagno” i transportowiec „Capo Ario” zostały zatopione przez brytyjski okręt podwodny HMS „Turbulent” w odległości 75 mil od Bengazi, po czym „Pigafetta” ratował rozbitków z obu jednostek (z „Pessagno” uratowało się 86 ludzi).
14 czerwca 1942 roku „Antonio Pigafetta” wyszedł w składzie zespołu floty z Brindisi w celu przechwycenia brytyjskiego konwoju płynącego z Aleksandrii na Maltę (operacja Vigorous). „Pigafetta” podjął próbę odholowania do bazy krążownika „Trento”, uszkodzonego 15 czerwca rano torpedą lotniczą, który jednak został dobity podczas holowania tego dnia przez okręt podwodny HMS P35 (późniejszy HMS „Umbra”). Niszczyciele „Pigafetta” i „Saetta” uratowały 602 rozbitków z krążownika, po czym powróciły z nimi do Tarentu. Pod koniec 1942 roku niszczyciel uczestniczył w stawianiu dalszych zagród minowych na północ od półwyspu Bon: 13/14 października zagrody S-71, 29/30 października S-72, 3/4 listopada S-73, 7/8 listopada S-8. 2 grudnia odholował do bazy uszkodzony po bitwie koło Ławicy Skerki bliźniaczy niszczyciel „Nicoloso da Recco”. 4/5 grudnia „Pigafetta”, będący okrętem flagowym 15. dywizjonu niszczycieli, brał udział w stawianiu zagrody minowej S-93, a 11/12 grudnia S-94.

#### 1943 rok
W styczniu i lutym 1943 roku „Antonio Pigafetta” odbył cztery rejsy do Tunisu, gdzie wciąż broniły się wojska Osi, transportując żołnierzy i ewakuując rannych i jeńców. W kolejnych miesiącach również służył w tym charakterze. Brał udział wraz z „Camicia Nera” w rejsie transportowym, podczas którego 24 marca 1943 roku zatonęły na minach niedaleko przylądka Bon niszczyciele „Lanzerotto Malocello” i „Ascari” (uratowano 53 członków załóg i 100 żołnierzy). W dniach 16–18, 22–24 i 26–28 kwietnia odbył trzy rejsy transportowe do Tunisu w zespole z bliźniaczym „Leone Pancaldo” i niemieckim „Hermesem”. Podczas ostatniego rejsu został 26 kwietnia uszkodzony bliskim wybuchem bomby, lecz dopłynął do celu i z powrotem do Włoch, gdzie został skierowany do remontu. Od 30 kwietnia był remontowany w Gaecie, a od 15 maja w Neapolu. Z uwagi na bombardowania alianckie, 28 czerwca przepłynął na dalszy remont do macierzystej stoczni we Fiume. Tam został 10 września 1943 roku po kapitulacji Włoch zdobyty przez wojska niemieckie, jednakże przed tym załoga dokonała uszkodzeń mechanizmów napędowych.
We włoskiej służbie podczas wojny okręt 213 razy wychodził w morze i przepłynął 70 675 mil morskich – najwięcej spośród okrętów swojego typu, w czasie 4175 godzin w morzu. Jest uważany za najintensywniej wykorzystywany bojowo niszczyciel typu Navigatori. 52 razy wychodził w celu osłony lub eskortowania statków, 25 razy na operacje minowania (najwięcej z okrętów typu), 28 razy sam transportował żołnierzy i ładunki (najwięcej z okrętów typu), siedem razy eskortował inne okręty i dwa razy ostrzeliwał wybrzeże.

### W służbie niemieckiej 1944–1945
Dopiero 14 października 1944 roku niszczyciel został wcielony po dalszym remoncie do niemieckiej Kriegsmarine, pod oznaczeniem TA-44 (od Torpedoboot Ausland – torpedowiec pochodzenia zagranicznego). Początkowo wchodził w skład 1. flotylli eskortowej, później 9. flotylli torpedowców, działając na Adriatyku. Nie był intensywnie wykorzystywany; jedyną istotniejszą znaną akcją była eskorta stawiacza min „Kiebitz” 3 listopada 1944 roku, stawiającego miny na północnym Adriatyku. 17 lutego 1945 roku został zatopiony przez brytyjskie lotnictwo w Trieście. W październiku 1947 roku wrak został podniesiony i oddany na złom.